# Васильев, Владимир Ильич
Влади́мир Ильи́ч Васи́льев (2 января 1944, Ленинград — 12 января 2015, Новосибирск) — советский, российский оперный певец, тенор; заслуженный артист РСФСР (1991).

## Биография
Родился 2 января 1944 года в блокадном Ленинграде в семье рабочих. С 1959 г., по окончании 8 классов средней школы № 80, работал на Ленинградском заводе им. Кулакова слесарем-механиком, куда привел его отец; одновременно учился в школе рабочей молодёжи № 34. Активно участвовал в самодеятельности, неоднократно становился лауреатом Всероссийского и Всесоюзного фестивалей самодеятельного искусства.
С января 1967 г. работал солистом хора Ансамбля песни и пляски Ленинградского военного округа, совмещал работу с учёбой в Ленинградской консерватории. В октябре 1971 г. в составе ансамбля был на гастролях в Финляндии.
С апреля 1972 года работал в Ленинградской государственной академической капелле им. Глинки.
В 1974 году окончил Ленинградскую консерваторию (класс Е. Е. Нестеренко, Ю. А. Барсов).
По окончании консерватории в 1974 году был приглашен в Бурятский государственный академический театр оперы и балета (Улан-Удэ) солистом оперы. За 2 сезона подготовил и исполнил 16 партий.
С 1976 года был солистом Новосибирского государственного академического театра оперы и балета; одновременно преподавал в Новосибирской государственной консерватории им. Глинки.
Вёл активную концертную и гастрольную деятельность с Новосибирским оркестром русских народных инструментов под управлением В. Гусева, с ансамблем русских народных инструментов «Родники» под управлением А. Ручина, с инструментальным трио (В. Лицуков, А. Штемпель, Т. Копелева) и др.
В 1976—2004 гг. — солист Новосибирского театра оперы и балета;
В 1994—2004 — режиссёр по вводам оперной труппы театра.
Умер 12 января 2015 года в Новосибирске. Похоронен на Заельцовском кладбище.

## Творчество
Исполнял ведущие партии тенорового репертуара. С труппой театра гастролировал в Сочи (1981), Москве (1982), Хабаровске (1978, 1985, 1986), Владивостоке (1978, 1985), Польше (1986), Монголии (1991), Египте (1993). В 1994 г. исполнил роль Юродивого в постановке Баденского государственного театра (Карлсруэ, Германия).
Выступал и как концертный певец, имел обширный репертуар.

### Оперные партии
- Альфред («Травиата» Дж. Верди)
- Герцог («Риголетто» Дж. Верди)
- Князь («Русалка» А. Даргомыжского)
- Ленский; Трике («Евгений Онегин» П. Чайковского)
- Альмавива («Севильский цирюльник» Дж. Россини)
- Андрей («Мазепа» П. Чайковского)
- Неморино («Любовный напиток» Г. Доницетти)
- Шарль Бовари («Госпожа Бовари» Э. Бондевиля[фр.]) — первый исполнитель в СССР (1980)
- Хлестаков («Необычайное происшествие, или Ревизор» новосибирского композитора Г. Иванова) — первый исполнитель (1983)
- Гофман («Сказки Гофмана» Ж. Оффенбаха)
- Ленька («В бурю» Т. Хренникова)
- Гусь («Каштанка» В. Рубина) — первый исполнитель (1989)
- Кассио («Отелло» Дж. Верди)
- Часовщик («Испанский час» М. Равеля)
- Моцарт («Моцарт и Сальери» Н. Римского-Корсакова)
- Владимир («Князь Игорь» А. Бородина)
- Иешуа («Мастер и Маргарита» В. Гевиксмана)
- Кащей («Кащей Бессмертный» Н. Римского-Корсакова)
- Шуйский; Юродивый («Борис Годунов» М. Мусоргского).
- Узник («Фиделио» Л. Бетховена)
- Король Карл VII («Орлеанская дева» П. Чайковского)

## Награды и признание
- «Ударник коммунистического труда» (22.04.1964)
- почётная грамота исполкома Ленинградского совета депутатов трудящихся (22.09.1969)
- Юбилейная медаль «За доблестный труд. В ознаменование 100-летия со дня рождения Владимира Ильича Ленина» (15.04.1970)
- почётные грамоты Министерства культуры Бурятской АССР и областного комитета профсоюза (12.01.1976, 03.03.1976)
- знак «Войска ПВО страны» (06.04.1982)
- медаль «Ветеран труда» (1990)
- заслуженный артист РСФСР (1991)
- Памятный знак в честь 110-летия со дня основания города Новосибирска (27.06.2003)